# Pozdišovce
Pozdišovce jsou obec na Slovensku v okrese Michalovce. Žije v ní přibližně 1 300 obyvatel.

## Název
O starobylém slovanském původu obce svědčí i toponomastický rozbor názvu Pozdišovce. Místní jména s příponou -ovce, -ice, -any se shodují s rozsahem nejstaršího slovanského osídlení Slovenska. Patří ke skupině pojmenování lidských sídel utvořených těmito příponami z vlastního osobního jména kmenového náčelníka, hlavy rodu nebo otce rodiny. V našem případě z osobního jména Pozdiš (podobně jako Pozdiech, Pozderad) s významem - vesnice Pozdišo-vých lidí.

## Historie
Pozdišovský chrbát se svými úbočími pozvolna vystupujícími nad rovinu, kdysi pokrytou lužními lesy, lákal lidi k trvalému osídlení již v dávném pravěku. Na jeho jihovýchodních svazích postupně vytvořili obec Pozdišovce. Její dnešní katastr o rozloze 1814 ha půdy hraničí s katastry obcí Krásnovce, Šamudovce, Laškovce, Trhovište, Moravany, Rakovec nad Ondavou, Suché a předměstími Topolany a Močarany se současným okresním sídlem, pouhých šest kilometrů východně položeným, městem Michalovce.
Dosud nejstaršími stopami po pobytu člověka v katastru Pozdišovců jsou střepy blíže neurčených neolitických kultur (5. až závěr 4. tisíciletí před naším letopočtem). V období eneolitu okolní krajinu obýval lid skupiny východoslovenských mohyl. Člověk zde žil i v době bronzové (1900–700 před Kr.). Důkazy o pobytu člověka z doby železné zatím nejsou, lze jej však předpokládat na základě poměrně hustého osídlení v okolí. V době římské (1. až 4. století n. l.) se stalo území Slovenska zprostředkovatelem hodnot mezi sousedy z jihu, severu i východu. Není známo přesně, kdy se na území Pozdišovců usadili první Slované. Jejich přítomnost v daném období však bezpečně dokládají výsledky povrchových průzkumů.
Po začlenění Slovenska do uherského státu se stalo území středního Zemplína součástí královských majetků hradních panství hradů Zemplín. Prvním majitelem Pozdišovců, jehož jméno se zachovalo, byl Peter, syn Rajnolda, který zemřel bez potomka. Jeho vesnice Pozdišovce a Drahňov král Karel I. Robert proto daroval Michalovi z rodu Akošovců. Darovací listina vydaná při této příležitosti v roce 1315 je nejstarším známým písemným dokladem o obci, zároveň však dokládající, že obec existovala už dávno předtím. Král potvrdil svou donaci ještě listinou z roku 1322, z níž vyplývá, že Michal mu svou oddanost prokázal vícekrát. Pravděpodobně sám Michal, nebo jeho potomci, dali postavit v Pozdišovce hrad. Písemně je doložen roku 1365. Podoba hradu ani přesná lokalita již nejsou známy. Podle tradice na jeho zbytcích stojí dnešní zámeček. Po smrti bezdětného Ladislava král Zikmund odmítl nároky vzdálenějšího příbuzenství a hrad s panstvím v roce 1403 za vojenské zásluhy rozdělil zemanem.
V roce 1640 získal zdejší panství Peter Sirmai (Szirmay), který zde do roku 1648 s pomocí župy postavil zámeček své rodiny. V závěti ho proto určil za rodinné sídlo, což rodina dodržovala až do dvacátých let 20. století. V 19. století zde kromě sirmaiovského zámečku, který vlastnila Izabela Sirmaiová, vdova po Henriku Neuendorfovi, stál ještě zámeček WeinbergovcŮ.
Sociální struktura a poměry obyvatelstva se v podstatě velmi neměnily ani v 19. století až do zrušení poddanství. Statistiky zaznamenaly mírný demografický růst, narušený až epidemií cholery v roce 1831. Po východoslovenském zemědělském povstání, které obec přímo nezasáhlo, se zde konal jeden ze stanných soudů.
Z výdobytků revolučních let 1848/1849 přivítali Pozdišovčané především zrušení poddanství. Postupně získávali půdu do svého vlastnictví. V obci vybudovali lihovar, pracovaly tři mlýny, z nichž jeden stále stojí. Počátkem 20. století poskytla obyvatelům skromné pracovní příležitosti i pila. Z původního sirmaiovského velkostatku se do 20. století vytvořilo několik menších ekonomik. Po vzniku ČSR se poslední představitelé rodiny z Pozdišovců odstěhovali do Maďarska a zbytek majetku spravovaly prostřednictvím správců.

## Přírodní poměry
Říčka Duša protékající východní částí katastru (celková délka od pramene po soutok s řekou Laborec je přes 42 km.
Potok Lipovec protékající středem obce se vlévá se do říčky Duša. Vodní nádrž (rybník) vznikla přehrazením potoka Lipovec v jeho horní části.

## Obyvatelstvo

### Náboženské složení
Údaje: Sčítání lidu, domů a bytů v roce 2011
| \| Počet obyvatel: 1.221 \| Počet obyvatel: 1.221 \| Počet obyvatel: 1.221 \| Počet obyvatel: 1.221 \| Počet obyvatel: 1.221 \| \| --------------------- \| --------------------- \| --------------------- \| --------------------- \| --------------------- \| \| \| \| \| \| \| \| Římskokatolíci \| Římskokatolíci \| \| 35,24 % \| 35,24 % \| \| Luteráni \| Luteráni \| \| 29,76 % \| 29,76 % \| \| Pravoslavní \| Pravoslavní \| \| 14,44 % \| 14,44 % \| \| Řeckokatolíci \| Řeckokatolíci \| \| 10,95 % \| 10,95 % \| \| nezjištění \| nezjištění \| \| 3,81 % \| 3,81 % \| \| bez vyznání \| bez vyznání \| \| 1,98 % \| 1,98 % \| \| Jehovisté \| Jehovisté \| \| 1,75 % \| 1,75 % \| \| Kalvinisté \| Kalvinisté \| \| 1,27 % \| 1,27 % \| |                |  |         |         |
| Počet obyvatel: 1.221 |                |  |         |         |
| |                |  |         |         |
| Římskokatolíci | Římskokatolíci |  | 35,24 % | 35,24 % |
| Luteráni | Luteráni       |  | 29,76 % | 29,76 % |
| Pravoslavní | Pravoslavní    |  | 14,44 % | 14,44 % |
| Řeckokatolíci | Řeckokatolíci  |  | 10,95 % | 10,95 % |
| nezjištění | nezjištění     |  | 3,81 %  | 3,81 %  |
| bez vyznání | bez vyznání    |  | 1,98 %  | 1,98 %  |
| Jehovisté | Jehovisté      |  | 1,75 %  | 1,75 %  |
| Kalvinisté | Kalvinisté     |  | 1,27 %  | 1,27 %  |

Údaje: Sčítání obyvatel v roce 1910
| \| Počet obyvatel: 1.219 \| Počet obyvatel: 1.219 \| Počet obyvatel: 1.219 \| Počet obyvatel: 1.219 \| Počet obyvatel: 1.219 \| \| --------------------- \| --------------------- \| --------------------- \| --------------------- \| --------------------- \| \| \| \| \| \| \| \| Luteráni \| Luteráni \| \| 38,97 % \| 38,97 % \| \| Řeckokatolíci \| Řeckokatolíci \| \| 25,68 % \| 25,68 % \| \| Římskokatolíci \| Římskokatolíci \| \| 25,68 % \| 25,68 % \| \| Židé \| Židé \| \| 7,79 % \| 7,79 % \| \| Kalvinisté \| Kalvinisté \| \| 1,89 % \| 1,89 % \| |                |  |         |         |
| Počet obyvatel: 1.219 |                |  |         |         |
| |                |  |         |         |
| Luteráni | Luteráni       |  | 38,97 % | 38,97 % |
| Řeckokatolíci | Řeckokatolíci  |  | 25,68 % | 25,68 % |
| Římskokatolíci | Římskokatolíci |  | 25,68 % | 25,68 % |
| Židé | Židé           |  | 7,79 %  | 7,79 %  |
| Kalvinisté | Kalvinisté     |  | 1,89 %  | 1,89 %  |

## Společnost
Pozdišovce jsou známé hlavně kvůli Pozdišovské keramice. V centru obce byl v roce 1996 postaven Památník národním buditelům Karlu S. B. Seredajovi, Jonáši Záborskému a Júliu Barč-Ivanobi.
V obci působí skupina Harčár, která prezentuje pozdišovské hrnčířské tradice písněmi. Vystupuje na různých folklorních slavnostech po celém Slovensku. V obci od roku 2007 působí také dětský folklorní soubor Harčarik. V roce 2011 vznikla i ženská pěvecká skupina Harčarki.

### Pravidelné akce
- Folklórní slavnosti od roku 1992 – v měsíci červenci
- Úcta k starším – setkání samosprávy se staršími občany s kulturním programem
- Mikulášská slavnost s kulturním programem
- Každý rok se organizuje i vatra SNP.
- Také se koná každý rok v Pozdišovcích šachový turnaj.

### Školství
- 1362 – zmínka o farní škole
- 1646–1647 – protestantská škola, kterou kolem roku 1650 navštívil J. A. Komenský
- 1743 – zřízena vyšší škola, prvním rektorem byl David Fabrici
- 1902 – postavena budova státní školy

### Sport
- V roce 1934 první doteky s fotbalem, od 40. let účast v krajských a okresních soutěžích.
- V 50. letech hokej, později i volejbal a turistika.
- Fotbalový turnaj dospělých o putovní Pozdišovskou vázu od roku 1965
- Fotbalový turnaj žáků Memoriál Mikuláše Benetina v letech 1982–2004
- Fotbalový turnaj dorostenců Memoriál Mikuláše Benetina od roku 2005

V současnosti[kdy?] OcŠK organizuje dva turnaje s dlouhodobou tradicí, které jsou nejstaršími fotbalovými turnaji na Zemplíně.

## Pamětihodnosti
- Evangelický kostel, trojlodní původně románsko-gotická stavba s polygonálním ukončením presbytáře a představanou věží z 13. století. Původní patrocinium kostela bylo zasvěcení svatému Jiří. Gotickou úpravou prošel v 15. století. Od 16. století zde působily reformovaní kazatelé, v polovině 17. století místní rod Sirmaiovů založil evangelický církevní sbor. Barokně byl upraven po požáru v roce 1762. Na konci 18. století prošel další úpravou, kdy byly postaveny patrové empory a kostel dostal charakter trojlodí. Ze středověké stavby se dochovalo presbytář a pravděpodobně i obvodové zdi lodi. Románské zdivo a architektonické detaily byly objeveny na stěnách presbytáře při výzkumu v roce 2016. V interiéru se nachází hodnotné zařízení - rokokový oltář s obrazem Kalvárie, varhany z roku 1794 od mistra Jana Tučka z Kutné Hory a patronátní lavice z konce 18. století. Křtitelnice zdobená festony je ve stylu luiséz. V kostele jsou osazeny i epitafy příslušníků rodiny Sirmai z let 1723–1776. Fasády kostela jsou členěny opěrnými pilíři a segmentově ukončenými okny. Věž je členěna lizénovými rámy a ukončena korunní římsou s terčíkem s hodinami a obrubovou helmicí.
- Sirmaiovský zámeček, dvoupodlažní bloková dvojtraktová renesanční stavba z let 1643–1648. Zámeček byl vybudován podžupanem Zemplínské župy Petrem Sirmaiem. Začátkem 19. století byl přestavěn klasicistně a v letech 1880–1890 neogoticky. V interiéru se nacházejí místnosti zaklenuté valenými klenbami s lunetami, ve vstupním vestibulu jsou barokní pruské klenby. Kolem ústředního křídla jsou čtyři vyvýšená křídla evokující věže. Průčelí dominuje osově umístěný renesanční portál s erbem rodu z roku 1648.
- Sirmaiovská kúria, jednopodlažní bloková stavba s valbovou střechou z let 1698–1701. Původně zde byl dům pro služebnictvo Sirmaiovců. Od roku 1922 zde sídlil notářský úřad. Fasády kurie jsou členěny okny se šambránami.
- Elektrický, původně parní mlýn, jednopodlažní dvojtraktová stavba z první třetiny 19. století.
- Řeckokatolický kostel Nejsvětějšího srdce Ježíšova, jednolodní historizující stavba s půlkruhovým ukončením presbytáře s náznakem transeptu a představenou věží z roku 1927. Fasády chrámu jsou členěny půlkruhově ukončenými okny a výraznou korunní římsou. Věž je v horní části osmihranná, ukončena barokní helmicí s laternou.
- Z obce pochází sbírka písní a tanců Anny Sirmaiové, roz. Kecerové z první poloviny 18. století, rukopis 377 úplných a 25 neúplných skladeb.

## Osobnosti
Ve vsi se narodili:
- Andrej Danko (1919–1972), hrnčíř
- Ján Eugen Kočiš (1926–2019), slovenský řeckokatolický biskup rusínského původu, emeritní řeckokatolický pražský pomocný biskup

Ve vsi působili:
- Karol Samuel Benjamín Seredai (1812–1894), evangelický kantor-učitel, štúrovec, matičiari a sběratel lidových písní. Působil zde v letech 1833–1839 a 1855–1878.
- Jonáš Záborský (1812–1876), spisovatel, žil zde v letech 1835–1839 a inspiroval se k napsání povídky Dva dny v Chujave.
- Július Barč-Ivan (1909–1953), dramatik, v letech 1935–1942 zde působil jako administrátor evangelického a. v. sboru. V Pozdišovce mj. napsal svou známou hru Matka.
- Michal Parikrupa-Šipar (1909–1995), hrnčíř jehož výrobky obdivovali i návštěvníci více Světových výstav EXPO.

## Galerie

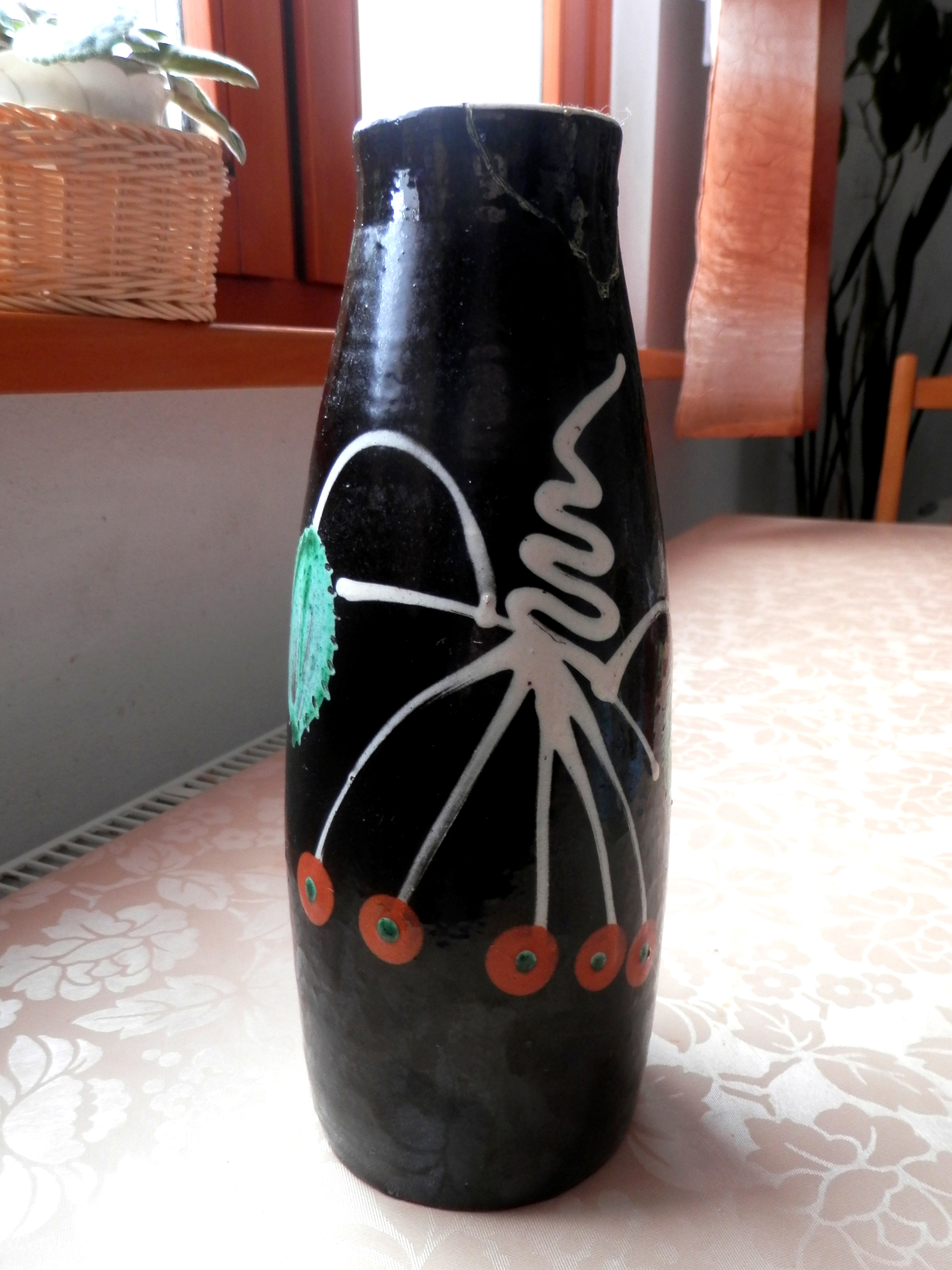
Pozdišovská keramika, váza
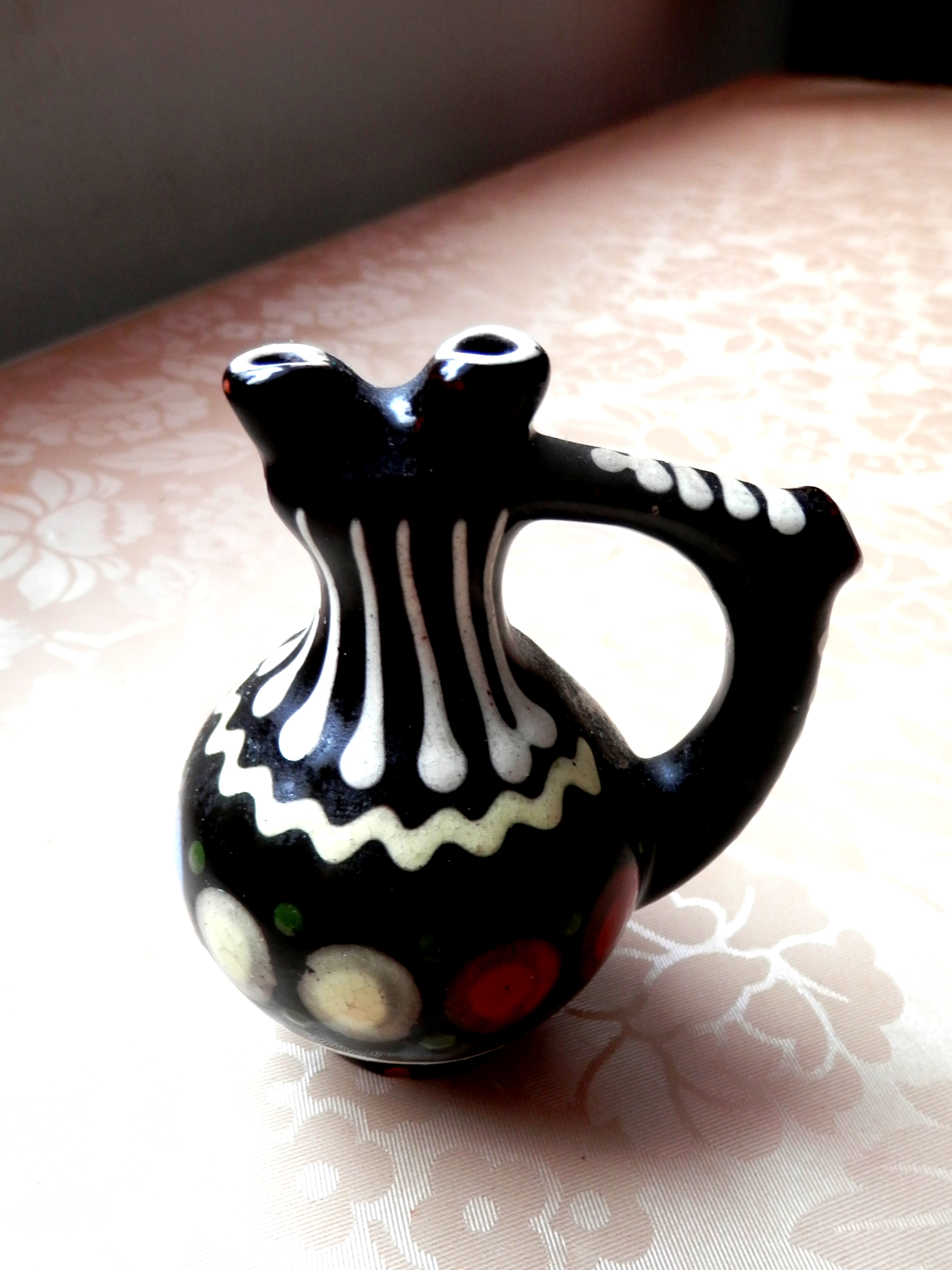
Džbánek
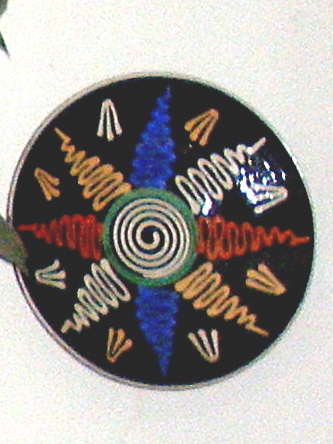
Talíř